# Neochelonia minschani
Neochelonia minschani är en fjärilsart som beskrevs av Bang-haas 1932. Neochelonia minschani ingår i släktet Neochelonia och familjen björnspinnare. Inga underarter finns listade i Catalogue of Life.